# 4914 Pardina
4914 Pardina је астероид главног астероидног појаса чија средња удаљеност од Сунца износи 2,626 астрономских јединица (АЈ).
Апсолутна магнитуда астероида је 11,8.